# 清水区
清水区（しみずく）は、静岡市を構成する3つの行政区の内の一つ。

## 概要
中心となる清水は、駿河湾奥・折戸湾に臨む天然の良港である清水港を中心に古くから海運の中継地や水軍の基地として発展した港町で、近代以降は茶の輸出が始まり国際的な貿易港となった。その後特定重要港湾の指定を受け、清水港臨海地区には東海工業地帯の一角として多くの企業や工場が立地し、高度経済成長期に産業都市として大きく成長した。また江尻・興津・由比・蒲原はそれぞれ旧東海道の宿場町として栄えた歴史を持つ。三保の松原は富士山が見える景勝地として世界遺産に登録されている。
漫画家さくらももこ原作の漫画「ちびまる子ちゃん」の舞台として、またJリーグ所属のサッカークラブである清水エスパルスのホームタウン（本拠地）としても知られる。また、2024年からNPBのウエスタン・リーグ（二軍戦）に静岡市清水庵原球場を本拠地とするくふうハヤテベンチャーズ静岡が参加する。
旧清水市の区域は全国で唯一、特例市（2001年）、中核市（2003年）、政令指定都市（2005年）の順に全ての指定を受けたことがある区域である。

## 地理

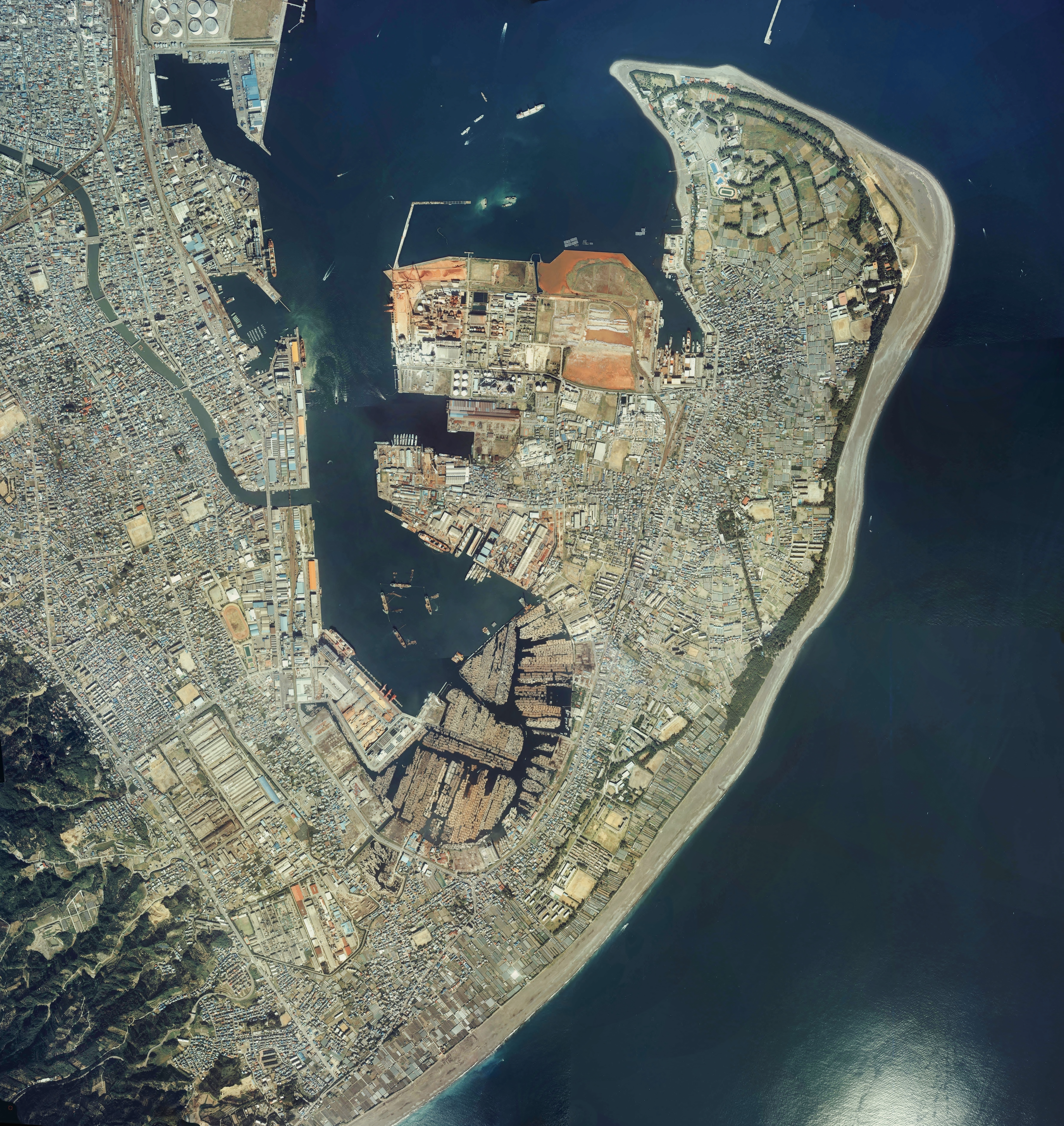
清水港周辺の空中写真。1983年撮影の12枚を合成作成。
。

### 広袤（こうぼう）
国土地理院の全国都道府県市区町村別面積調によると、清水区の面積は265.12平方キロメートルである。
国土地理院によると清水区の東西南北それぞれの端は以下の位置。東端は富士川河口右岸富士川滑走場付近、西端は真富士山の南約1.3km、南端は蛇塚の滝ヶ原川水系滝ヶ原川河口左岸、北端は青笹山の北北東約0.86kmである。また、2010年国勢調査結果に基く人口重心は辻3丁目4付近にある。
|                                                                          | 北端 北緯35度12分11秒 東経138度24分27秒 / 北緯35.20306度 東経138.40750度 ↑      | 人口重心 北緯35度01分50.17秒 東経138度29分14.72秒 / 北緯35.0306028度 東経138.4874222度 |
| 西端 北緯35度8分13秒 東経138度23分43秒 / 北緯35.13694度 東経138.39528度← | 区役所 北緯35度0分56.9秒 東経138度29分22.9秒 / 北緯35.015806度 東経138.489694度 | 東端 →北緯35度6分54秒 東経138度38分22秒 / 北緯35.11500度 東経138.63944度               |
|                                                                          | ↓ 南端 北緯34度57分42秒 東経138度28分29秒 / 北緯34.96167度 東経138.47472度      |                                                                                        |

### 隣接する自治体・行政区
- 静岡県
  - 静岡市 （葵区、駿河区）
  - 富士市
  - 富士宮市
- 山梨県
  - 南巨摩郡南部町

### 地形、景勝地
河川 - 西から巴川、庵原川、波多打川、興津川、由比川

山岳 - 有度山（日本平）、真富士山、浜石岳

湾半島 - 清水港、折戸湾、三保半島、駿河湾

景勝地 - 日本平、三保の松原、薩埵峠

## 歴史
清水区誕生以前に関しては、清水市を参照のこと。
- 2005年4月1日 - 静岡市の政令指定都市移行に伴い、旧清水市のほぼ全域が清水区となる（鳥坂・楠の一部は葵区、谷田、草薙の一部が駿河区へ編入）。
- 2006年3月31日 - 静岡市が庵原郡蒲原町を編入、旧蒲原町域が清水区の一部となる（旧蒲原町域は市の飛地となる）。
- 2008年11月1日 - 静岡市が庵原郡由比町を編入、旧由比町域は清水区の一部となる（旧蒲原町域の飛地状態が解消される）。
- 2022年9月 - 台風15号に伴う集中豪雨により、大規模な断水が発生。
- 2024年8月30日 - 台風10号に伴う集中豪雨により、巴川周辺の店舗、住宅が浸水する被害[8]。

## 人口
国勢調査結果による。
- 2005年 - 230,067人[9]
- 2010年 - 247,763人[10]
- 2015年 - 238,977人[11]
- 2020年 - 231,066人[12]

## 交通

### 鉄道
- 東海旅客鉄道（JR東海）
  - CA 東海道本線 : 草薙駅 - 清水駅 - 興津駅 - 由比駅 - 蒲原駅 - 新蒲原駅
  -  東海道新幹線が当区を通過している（停車駅なし）。
- 静岡鉄道（静鉄）
  - S 静岡清水線 : 県立美術館前駅 - 草薙駅 - 御門台駅 - 狐ヶ崎駅 - 桜橋駅 - 入江岡駅 - 新清水駅

### 路線バス
- しずてつジャストライン（由比・蒲原地区を除く）
- 山梨交通（蒲原地区のみ）
- 静岡市自主運行バス
  - 由比・蒲原病院線（富士急静岡バス廃止代替バス）（上りと下りで一部ルートが異なる、年末年始は全便運休）（運行委託先：信興バス）
  - 由比地区自主運行バス「ゆいばす」（土日祝と年末年始は全便運休）（運行委託先：信興バス）
    - 香木穴・倉沢コース（月・水・金曜日運行）
    - 桜野・阿僧コース（火・木曜日運行）

  - 両河内線自主運行バス（しずてつジャストライン三保山の手線の一部区間の廃止代替バス）
    - 宍原系統（お盆休みは土日祝ダイヤ、年末年始は全便運休）（運行委託先：しずてつジャストライン）
    - 但沼系統、板井沢系統、大平系統（愛称：ココバス）（日祝日と年末年始は全便運休）（運行委託先：NPO法人清流の里両河内）

### 道路
- 東名高速道路 - 海沿いを走っているため、高波の際に同区付近が通行止めとなることがある。
  - 清水IC - 清水区の中心部及び清水港から近いインターチェンジ
  - 清水JCT - 新東名高速道路（清水連絡路）との交点。
  - 由比PA
- 新東名高速道路
  - 本線
    - 新清水IC
    - 新清水JCT - 新東名高速道路（清水連絡路）と中部横断自動車道との交点。
    - 清水PA

  - 清水連絡路
    - 新清水JCT - 新東名高速道路（本線）と中部横断自動車道との交点。
    - 清水いはらIC
    - 清水JCT - 東名高速道路との交点。
- 中部横断自動車道
  - 新清水JCT - 新東名高速道路（本線）と清水連絡路との交点。

- 国道1号
  - 静清バイパス
  - 富士由比バイパス
- 国道52号
- 国道149号
- 国道150号
- 静岡県道54号清水停車場線
- 静岡県道67号静岡清水線
- 静岡県道75号清水富士宮線
- 静岡県道192号・山梨県道807号宍原塩出線
- 静岡県道193号興津停車場線
- 静岡県道195号・山梨県道801号高瀬福士線
- 静岡県道196号・山梨県道802号大向福士線
- 静岡県道197号入江富士見線
- 静岡県道198号駒越富士見線
- 静岡県道199号三保駒越線
- 静岡県道201号平山草薙停車場線
- 静岡県道338号清水インター線
- 静岡県道371号茂畑横砂線
- 静岡県道377号静岡清水自転車道線
- 静岡県道396号富士由比線
- 静岡県道407号静岡草薙清水線

### 港湾

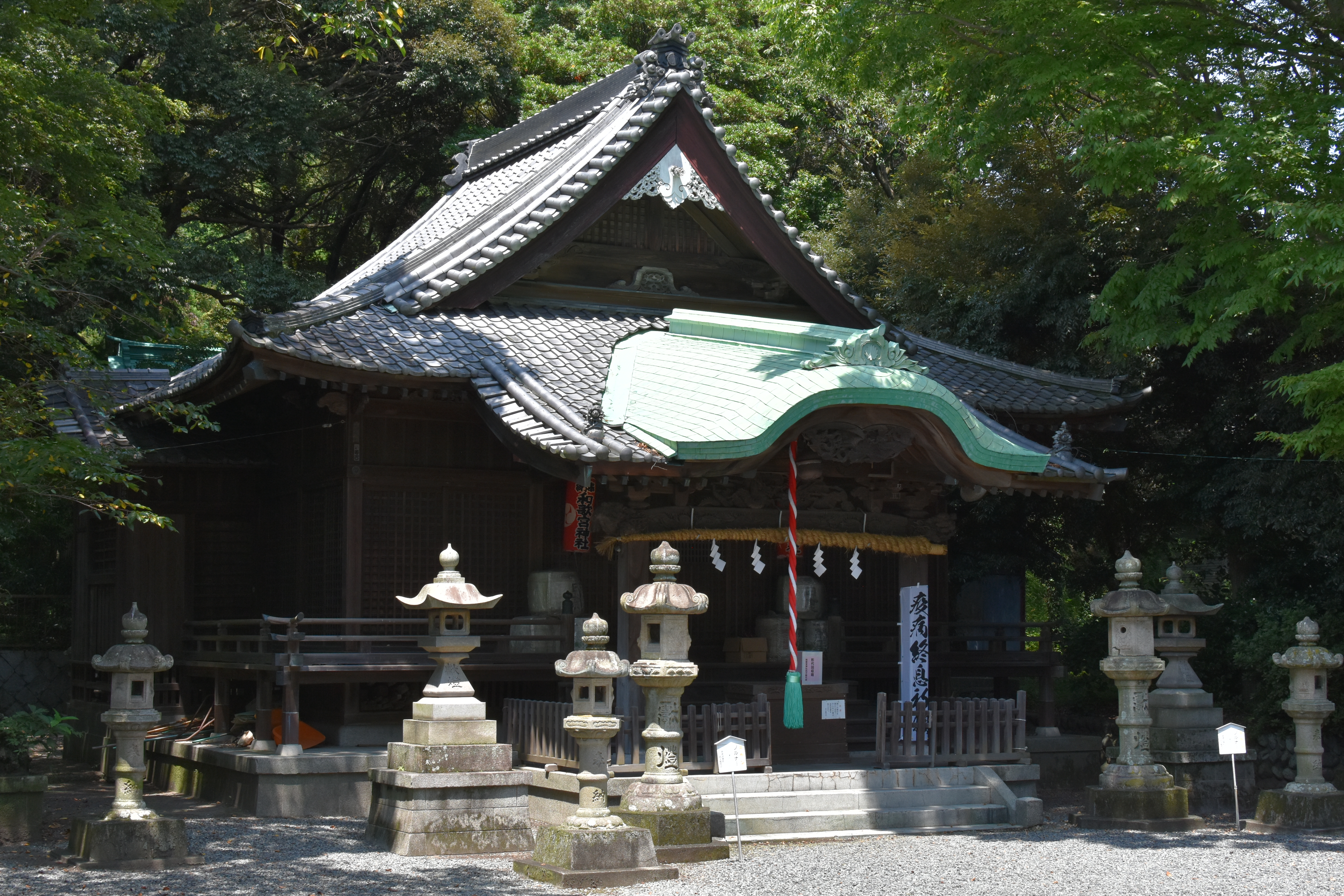
清水区は田子の浦の比定地であり、山部赤人を祭神とする和歌宮神社が所在する

- 清水港 : エスパルスドリームフェリー
- 蒲原漁港
- 由比漁港
- 西倉沢漁港

### 航空
- 三保飛行場
- 富士川滑空場

## 施設

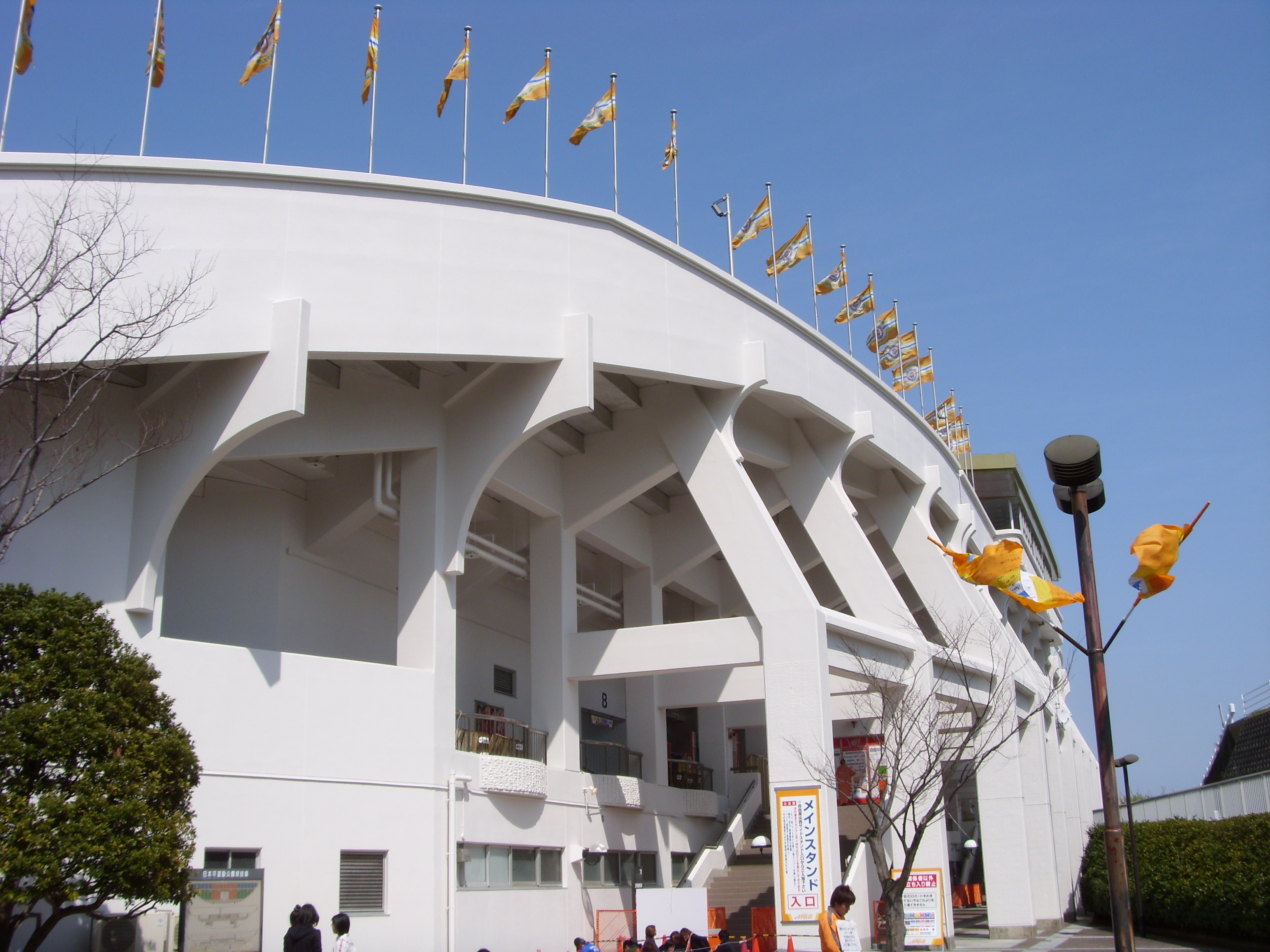
IAIスタジアム日本平

- IAIスタジアム日本平（静岡市清水日本平運動公園球技場）
- 清水ナショナルトレーニングセンター（J-STEP）
- 静岡市清水総合運動場
- 静岡市清水三保体育館
- 静岡市蒲原体育館
- 静岡市清水庵原球場
- エスパルスドリームプラザ
- 河岸の市
- ベイドリーム清水
- 静岡市清水文化会館（マリナート）
- 静岡市こどもクリエイティブタウンま・あ・る

### 超高層ビル
- しずぎん本部タワー（静岡銀行）
- ベイタワー清水
- マークス・アネシスタワー草薙
- マークス・ザ・タワー清水

### 公園
一例として「しずおか公園ガイド」掲載、または記事があるもの、五十音順。
- 秋葉山公園 (静岡市)
- 清水清見潟公園 - 総合公園
- 清水桜が丘公園
- 清水忠霊塔公園
- 清水月見公園
- 清水日本平運動公園
- 清水船越堤公園 - 総合公園
- 陣笠山公園
- 鶴舞公園 (静岡市)
- 日本平公園
- 羽衣公園
- ひょうたん塚公園
- みはらし公園

## 公共機関

### 役所
- 静岡市役所清水庁舎・清水区役所
- 清水区役所蒲原支所

### 生涯学習交流館
- 辻生涯学習交流館
- 江尻生涯学習交流館
- 入江生涯学習交流館
- 浜田生涯学習交流館
- 岡生涯学習交流館
- 船越生涯学習交流館
- 清水生涯学習交流館
- 不二見生涯学習交流館
- 駒越生涯学習交流館
- 折戸生涯学習交流館
- 三保生涯学習交流館
- 飯田生涯学習交流館
- 高部生涯学習交流館
- 有度生涯学習交流館
- 袖師生涯学習交流館
- 庵原生涯学習交流館
- 興津生涯学習交流館
- 小島生涯学習交流館
- 両河内生涯学習交流館
- 蒲原生涯学習交流館
- 由比生涯学習交流館

### 市立図書館
- 清水中央図書館
- 清水興津図書館
- 蒲原図書館

### 警察
- 静岡県警清水警察署
- 静岡県警清水分庁舎（清水区吉川）
- 静岡県警清水警察署蒲原分庁舎（清水区蒲原・由比地区）

### 消防
- 静岡市清水消防署（高部出張所・有度出張所）
- 静岡市港北消防署（庵原分署・興津出張所・小島出張所）
- 静岡市日本平消防署（三保出張所）

### 郵便
- 清水郵便局：424-00xx、424-01xx、424-02xx、424-03xx、424-04xx、424-08xx、424-09xx、424-85xx、424-86xx、424-87xx
- 蒲原郵便局：421-32xx
- 由比郵便局：421-31xx

### 医療
- 独立行政法人 地域医療機能推進機構 桜ヶ丘病院[14][注釈 2]

## 教育

### 大学
- 東海大学海洋学部

### 専門学校

#### 公立
- 静岡市立清水看護専門学校

#### 私立
- 由比ドレスメーカー専修学校
- 興津家政専修学校
- 川口調理師専門学校
- 中央動物総合専門学校

### 高等専修学校
- 清水学院高等専修学校

### 高等学校
- 静岡県立清水東高等学校
- 静岡県立清水西高等学校
- 静岡県立清水南高等学校
- 静岡市立清水桜が丘高等学校
- 東海大学付属静岡翔洋高等学校※中高併設
- 清水国際高等学校
- 静岡サレジオ高等学校※中高併設
- 精華学園高等学校清水学習センター
- 東海大学付属望星高等学校静岡分室

### 中学校
- 静岡市立清水第一中学校
- 静岡市立清水第二中学校
- 静岡市立清水第三中学校
- 静岡市立清水第四中学校
- 静岡市立清水第五中学校
- 静岡市立清水第六中学校
- 静岡市立清水第七中学校
- 静岡市立清水第八中学校
- 静岡市立清水飯田中学校
- 静岡市立清水袖師中学校
- 静岡市立清水庵原中学校
- 静岡市立清水興津中学校
- 静岡市立清水小島中学校
- 静岡市立清水両河内中学校
- 静岡市立蒲原中学校
- 静岡市立由比中学校
- 静岡県立清水南高等学校中等部
- 静岡サレジオ中学校※中高併設
- 東海大学付属静岡翔洋高等学校中等部※中高併設

### 小学校
- 静岡市立清水入江小学校
- 静岡市立清水浜田小学校
- 静岡市立清水岡小学校
- 静岡市立清水船越小学校
- 静岡市立清水有度第一小学校
- 静岡市立清水有度第二小学校
- 静岡市立清水小学校
- 静岡市立清水不二見小学校
- 静岡市立清水駒越小学校
- 静岡市立清水三保第一小学校
- 静岡市立清水三保第二小学校
- 静岡市立清水辻小学校
- 静岡市立清水江尻小学校
- 静岡市立清水飯田小学校
- 静岡市立清水飯田東小学校
- 静岡市立清水高部小学校
- 静岡市立清水高部東小学校
- 静岡市立清水袖師小学校
- 静岡市立清水庵原小学校
- 静岡市立清水興津小学校
- 静岡市立清水小島小学校
- 静岡市立清水小河内小学校
- 静岡市立清水宍原小学校
- 静岡市立清水中河内小学校
- 静岡市立清水和田島小学校
- 静岡市立蒲原西小学校
- 静岡市立蒲原東小学校
- 静岡市立由比小学校
- 静岡市立由比北小学校
- 東海大学付属小学校
- 静岡サレジオ小学校

### 幼稚園
- さくら幼稚園
- 船原幼稚園
- 静岡サレジオ幼稚園
- 梅花幼稚園
- 江尻幼稚園
- 東海幼稚園
- 日本平幼稚園
- 有度幼稚園
- 八坂幼稚園
- 蒲原梅花幼稚園
- 東光幼稚園
- 蒲原聖母幼稚園

### 学校教育以外の施設

#### 船員教育機関
- 国立清水海上技術短期大学校（独立行政法人海技教育機構）

#### 消防吏員教育・訓練機関
- 静岡県消防学校（都道府県消防学校）

#### 認定こども園
- 静岡市立飯田北こども園
- 静岡市立飯田南こども園
- 静岡市立庵原こども園
- 静岡市立入江こども園
- 静岡市立入山こども園
- 静岡市立有度北こども園
- 静岡市立有度西こども園
- 静岡市立興津北こども園
- 静岡市立興津南こども園
- 静岡市立小島こども園
- 静岡市立折戸こども園
- 静岡市立川原こども園
- 静岡市立蒲原西部こども園
- 静岡市立蒲原東部こども園
- 静岡市立小河内こども園
- 静岡市立駒越こども園
- 静岡市立清水こども園
- 静岡市立高部こども園
- 静岡市立高部中央こども園
- 静岡市立辻こども園
- 静岡市立西久保こども園
- 静岡市立原こども園
- 静岡市立三保こども園
- 静岡市立由比こども園
- 静岡市立由比中央こども園
- 静岡市立横砂こども園
- 静岡市立和田島こども園
- 興津桃花こども園
- 蒲原学園こども園
- 清水白百合こども園
- 第二ふたばこども園
- 東海大学付属こども園
- 梅花こども園
- めぐみこども園
- 若竹こども園

#### 保育所
（認可保育所のみ掲載）
- 清水聖母保育園
- 有度十七夜山保育園
- 相生保育園
- 清水隣保館保育園
- 嶺保育園
- 袖師保育園
- ふたば保育園
- 曙保育園
- 杉の子保育園
- のぞみ保育園
- 矢部保育園
- 吉原保育園
- 風の子保育園
- あいわ保育園
- みどりが丘保育園
- えじり保育園
- うど東保育園
- 清水みらい保育園

## 区内の町
町名の後の☆は全域住居表示済、☆†は一部住居表示済、◇は地番整理済。

歴史については静岡市の町名の変遷も参照。

### 辻（つじ）地区
- 愛染町（あいぞめちょう）
- 秋吉町（あきよしちょう）☆
- 大手三丁目（おおて）☆
- 田町（たまち）
- 辻一丁目（つじ）☆
- 辻二丁目☆
- 辻三丁目☆
- 辻四丁目☆
- 辻五丁目☆
- 真砂町（まさごちょう）☆
- 宮下町（みたしたちょう）☆
- 矢倉町（やぐらちょう）☆
- 八坂南町（やさかみなみちょう）☆

### 江尻（えじり）地区
- 永楽町（えいらくちょう）☆
- 江尻台町（えじりだいまち）☆
- 江尻町（えじりちょう）☆
- 江尻東一丁目（えじりひがし）☆
- 江尻東二丁目☆
- 江尻東三丁目☆
- 大手一丁目（おおて）☆
- 大手二丁目☆
- 小芝町（おしばちょう）☆
- 銀座（ぎんざ）☆
- 高橋町（たかはしちょう）
- 高橋南町（たかはしみなみちょう）☆
- 宝町（たからちょう）☆
- 天神一丁目（てんじん）☆
- 天神二丁目☆
- 二の丸町（にのまるちょう）☆
- 本郷町（ほんごうちょう）☆
- 宮代町（みやしろちょう）☆

### 入江（いりえ）地区
- 淡島町（あわしまちょう）☆
- 入江一丁目（いりえ）☆
- 入江二丁目☆
- 入江三丁目☆
- 入江南町（いりえみなみちょう）☆
- 恵比寿町（えびすちょう）
- 追分一丁目（おいわけ）☆
- 追分二丁目☆
- 追分三丁目☆
- 追分四丁目
- 北脇新田（きたわきしんでん）
- 桜橋町（さくらばしちょう）☆
- 渋川（しぶかわ）
- 渋川一丁目☆
- 渋川二丁目☆
- 渋川三丁目☆
- 新富町（しんとみちょう）☆
- 鶴舞町（つるまいちょう）☆
- 西大曲町（にしおおまがりちょう）☆
- 東大曲町（ひがしおおまがりちょう）☆
- 元城町（もとしろちょう）☆

### 浜田（はまだ）地区
- 相生町（あいおいちょう）☆
- 旭町（あさひちょう）☆
- 入江岡町（いりえおかちょう）☆
- 上一丁目（かみ）☆
- 上清水町（かみしみずちょう）☆
- 島崎町（しまざきちょう）☆†
- 新港町（しんみなとちょう）
- 千歳町（ちとせちょう）☆
- 巴町（ともえちょう）☆
- 浜田町（はまだちょう）☆
- 万世町一丁目（まんせいちょう）☆
- 万世町二丁目☆
- 松原町（まつばらちょう）☆

### 岡（おか）地区
- 青葉町（あおばちょう）☆
- 梅田町（うめだちょう）☆
- 梅が岡（うめがおか）☆
- 大沢町（おおさわちょう）☆
- 岡町（おかまち）☆
- 春日一丁目（かすが）☆
- 春日二丁目☆
- 上二丁目（かみ）☆
- 川原町（かわはらちょう）☆
- 神田町（かんだちょう）☆
- 桜が丘町（さくらがおかちょう）☆
- 下清水町（しもしみずちょう）☆
- 月見町（つきみちょう）☆
- 堂林一丁目（どうばやし）☆
- 堂林二丁目☆
- 中矢部町（なかやべちょう）☆
- 西高町（にしたかちょう）☆
- 南岡町（みなみおかまち）☆

### 船越（ふなこし）地区
- 今泉（いまいずみ）
- 有東坂（うとうざか）☆†
- 有東坂一丁目
- 有東坂二丁目
- 大坪一丁目（おおつぼ）☆
- 大坪二丁目☆
- 北矢部（きたやべ）
- 木の下町（きのしたちょう）
- 船越（ふなこし）
- 船越一丁目☆
- 船越二丁目☆
- 船越三丁目☆
- 船越東町（ふなこしひがしちょう）
- 船越町（ふなこしちょう）
- 船越南町（ふなこしみなみちょう）
- 船原一丁目（ふなばら）
- 船原二丁目
- 南矢部（みなみやべ）

### 清水（しみず）地区
- 入船町（いりふねちょう）☆
- 北矢部町一丁目（きたやべちょう）☆
- 北矢部町二丁目☆
- 幸町（さいわいちょう）☆
- 三光町（さんこうちょう）☆
- 清水町（しみずまち）☆
- 庄福町（しょうふくちょう）☆
- 清開一丁目（せいかい）☆
- 築地町（つきぢちょう）☆
- 日の出町（ひのでちょう）☆
- 富士見町（ふじみちょう）☆
- 本町（ほんまち）☆
- 松井町（まついちょう）☆
- 港町一丁目（みなとちょう）☆
- 港町二丁目☆
- 美濃輪町（みのわちょう）☆
- 八千代町（やちよちょう）☆

### 不二見（ふじみ）地区
- 清水村松地先新田（しみずむらまつちさきしんでん）
- 上力町（じょうりきちょう）☆
- 新緑町（しんみどりちょう）☆
- 清開二丁目（せいかい）☆
- 清開三丁目☆
- 沼田町（ぬまたちょう）☆
- 日立町（ひたちちょう）☆
- 緑が丘町（みどりがおかちょう）☆
- 宮加三（みやかみ）
- 向田町（むかいだちょう）☆
- 村松（むらまつ）
- 村松一丁目☆
- 村松原一丁目（むらまつはら）☆
- 村松原二丁目☆
- 村松原三丁目☆

### 駒越（こまごえ）地区
- 港南町（こうなんちょう）☆
- 駒越（こまごえ）
- 駒越北町（こまごえきたまち）☆
- 駒越中一丁目（こまごえなか）☆
- 駒越中二丁目☆
- 駒越西一丁目（こまごえにし）☆
- 駒越西二丁目☆
- 駒越東町（こまごえひがしちょう）☆
- 駒越南町（こまごえみなみちょう）☆
- 増（ぞう）
- 殿沢一丁目（とのさわ）☆
- 殿沢二丁目☆
- 蛇塚（へびつか）
- 迎山町（むかえやまちょう）☆

### 折戸（おりど）地区
- 折戸（おりど）
- 折戸一丁目☆
- 折戸二丁目☆
- 折戸三丁目☆
- 折戸四丁目☆
- 折戸五丁目☆

### 三保（みほ）地区
- 三保（みほ）
- 三保松原町（みほまつばらちょう）◇

### 飯田（いいだ）地区
- 飯田町（いいだちょう）☆
- 石川（いしかわ）
- 石川新町（いしかわしんまち）☆
- 石川本町（いしかわほんちょう）☆
- 下野（しもの）
- 下野北（しものきた）☆
- 下野町（しものちょう）☆
- 下野中（しものなか）☆
- 下野西（しものにし）☆
- 下野東（しものひがし）☆
- 下野緑町（しものみどりちょう）☆
- 高橋一丁目（たかはし）☆
- 高橋二丁目☆
- 高橋三丁目☆
- 高橋四丁目☆
- 高橋五丁目☆
- 高橋六丁目☆
- 蜂ヶ谷（はちがや）
- 蜂ヶ谷南町（はちがやみなみちょう）☆
- 八坂北一丁目（やさかきた）☆
- 八坂北二丁目☆
- 八坂西町（やさかにしちょう）☆
- 八坂町（やさかちょう）
- 八坂東一丁目（やさかひがし）☆
- 八坂東二丁目☆
- 弥生町（やよいちょう）☆
- 山原（やんばら）

### 高部（たかべ）地区
- 梅ヶ谷（うめがや）
- 大内（おおうち）
- 大内新田（おおうちしんでん）
- 押切（おしきり）
- 柏尾（かしお）
- 天王町（てんのうちょう）
- 天王西（てんのうにし）☆
- 天王東（てんのうひがし）☆
- 天王南（てんのうみなみ）☆
- 鳥坂（とりさか）
- 能島（のうじま）

### 有度（うど）地区
- 有度本町（うどほんちょう）☆
- 上原（うわはら）
- 上原一丁目☆
- 上原二丁目☆
- 北脇（きたわき）
- 吉川（きっかわ）
- 草薙（くさなぎ）
- 草薙一丁目☆
- 草薙二丁目☆
- 草薙三丁目☆
- 草薙一里山（くさなぎいちりやま）☆
- 草薙北（くさなぎきた）☆
- 草薙杉道一丁目（くさなぎすぎみち）☆
- 草薙杉道二丁目☆
- 草薙杉道三丁目☆
- 楠（くすのき）
- 楠新田（くすのきしんでん）
- 長崎（ながさき）
- 長崎新田（ながさきしんでん）
- 長崎南町（ながさきみなみちょう）☆
- 中之郷（なかのごう）
- 中之郷一丁目☆
- 中之郷二丁目☆
- 中之郷三丁目☆
- 七ツ新屋（ななつしんや）
- 七ツ新屋一丁目☆
- 七ツ新屋二丁目☆
- 半左衛門新田（はんざえもんしんでん）
- 平川地（ひらかわじ）☆
- 堀込（ほりごめ）
- 馬走（まばせ）☆†
- 馬走北（まばせきた）☆
- 馬走坂の上（まばせさかのうえ）☆
- 御門台（みかどだい）☆
- 谷田（やだ）☆

### 袖師（そでし）地区
- 袖師町（そでしちょう）
- 西久保（にしくぼ）
- 西久保一丁目☆
- 横砂（よこすな）
- 横砂中町（よこすななかちょう）☆
- 横砂西町（よこすなにしちょう）☆
- 横砂東町（よこすなひがしちょう）☆
- 横砂本町（よこすなほんちょう）☆
- 横砂南町（よこすなみなみちょう）☆

### 庵原（いはら）地区
- 新丹谷（あらたんや）
- 伊佐布（いさぶ）
- 庵原町（いはらちょう）
- 尾羽（おばね）
- 草ヶ谷（くさがや）
- 杉山（すぎやま）
- 原（はら）
- 広瀬（ひろせ）
- 茂畑（もばた）
- 山切（やまきり）
- 吉原（よしわら）

### 興津（おきつ）地区
- 興津東町（おきつあずまちょう）
- 興津井上町（おきついのうえちょう）
- 興津清見寺町（おきつせいけんじちょう）
- 興津中町（おきつなかちょう）
- 興津本町（おきつほんちょう）
- 承元寺町（しょうげんじちょう）
- 八木間町（やぎまちょう）
- 谷津町一丁目（やつちょう）
- 谷津町二丁目

### 小島（おじま）地区
- 小島町（おじまちょう）
- 小島本町（おじまほんちょう）
- 小河内（こごうち）
- 宍原（ししはら）
- 但沼町（ただぬまちょう）
- 立花（たちばな）

### 両河内（りょうごうち）地区
- 大平（おおひら）
- 清地（きよじ）
- 河内（こうち）
- 茂野島（しげのしま）
- 高山（たかやま）
- 土（ど）
- 葛沢（とずらさわ）
- 中河内（なかごうち）
- 西里（にしざと）
- 布沢（ぬのざわ）
- 和田島（わだしま）

### 蒲原（かんばら）地区
- 蒲原（かんばら）
- 蒲原一丁目☆
- 蒲原二丁目☆
- 蒲原三丁目☆
- 蒲原四丁目☆
- 蒲原神沢（かんばらかんざわ）
- 蒲原小金（かんばらこがね）
- 蒲原新栄（かんばらしんえい）
- 蒲原新田一丁目（かんばらしんでん）☆
- 蒲原新田二丁目☆
- 蒲原堰沢（かんばらせぎざわ）
- 蒲原中（かんばらなか）
- 蒲原東（かんばらひがし）

### 由比（ゆい）地区
- 由比（ゆい）
- 由比阿僧（ゆいあそう）
- 由比今宿（ゆいいまじゅく）
- 由比入山（ゆいいりやま）
- 由比北田（ゆいきただ）
- 由比寺尾（ゆいてらお）
- 由比西倉澤（ゆいにしくらさわ）
- 由比西山寺（ゆいにしやまでら）
- 由比東倉澤（ゆいひがしくらさわ）
- 由比東山寺（ゆいひがしやまでら）
- 由比町屋原（ゆいまちやはら）
- 由比八千代（ゆいやちよ）

## 出身者
- 青木希久子 - 元NHKアナウンサー
- 朝比奈宗源 - 臨済宗禅僧
- 綾部美知枝 - サッカー指導者
- 石川亜沙美 - ファッションモデル、女優
- 石川裕章 - 柔道家
- 岩崎優 - プロ野球選手、阪神タイガース
- 江口由起 - 女優
- 遠藤藤五郎 - 藤五郎稲荷に祀られる幕末の農民
- 太田健太郎 - 幕末の御穂神社神職、赤心隊を組織
- 太田哲三 - 会計学者、一橋大学名誉教授、日本初の監査法人太田哲三事務所（現新日本有限責任監査法人）を設立
- 大滝令嗣 - 元マーサー・ヒューマン・リソース・コンサルティング日本法人会長兼アジア地域代表、早稲田大学教授
- 大原裕美 - 元静岡放送アナウンサー、元テレビ神奈川アナウンサー
- 岡本理帆 - 柔道家
- 奥村光一 - プロ野球選手、埼玉西武ライオンズ
- 長田恒雄 - 詩人、評論家
- 小柳実 - 元NHK、元新潟放送アナウンサー
- 片平信明 - 殖産家
- 加藤貴子 - 女優
- 久保田利伸 - シンガーソングライター
- 小林正枝 - 元衆議院議員
- 小林豊 - テレビ静岡代表取締役社長
- 小沼みのり - 静岡放送アナウンサー
- 柳澤亜弓 - 静岡放送アナウンサー
- さくらももこ - 漫画家
- 三代目三遊亭歌雀 - 落語家
- 實石あづさ - フリーアナウンサー
- 実石沙枝子 - 小説家
- 柴田恭兵 - 俳優
- 柴田英嗣 - お笑い芸人
- 島小太郎 - 陸軍特務機関員 インドネシア独立の英雄
- 清水次郎長 - 侠客（清水湊美濃輪）
- 春風亭昇太 - 落語家
- 春風亭百栄 - 落語家
- 菅真理子 - 菅義偉前内閣総理大臣夫人
- 鈴木千尋 - 元山形テレビアナウンサー
- 鈴木棠三 - 国文学者・国語学者
- 6代目鈴木與平 - 鈴与創業者、貴族院議員
- 相馬理 - サロンモデル
- DaiGo - メンタリスト、作家、ニコ生主、YouTuber
- タキエ・スギヤマ・リブラ - 人類学者、ハワイ大学名誉教授
- 竹内仁美 - 声優
- 竹内宏 - 経済学者、経済評論家、キャスター、日本長期信用銀行専務取締役調査部長、長銀総合研究所理事長（初代）
- 田中章 - 環境学者、東京都市大学教授
- 中川絵美里 - キャスター
- 中川真佐志 - オリエンタル酵母工業社長、日本イースト工業会会長
- 鍋田亜人夢 - 元サッカー選手
- 南條愛乃 - 声優、歌手
- 野村清[16] [17][注釈 3]- 歌人・元千代田生命保険専務取締役
- バカボン鬼塚 - ラジオパーソナリティ、ミュージシャン
- 長谷川健太 - Jリーグ・FC東京監督
- 畠山吉宏 - 中央競馬調教師
- 初野晴 - 小説家
- ハリウッドザコシショウ - お笑い芸人
- 広瀬アリス - 女優、タレント、ファッションモデル
- 広瀬すず[18] - 女優、タレント、ファッションモデル
- 広瀬哲朗 - 元プロ野球選手、日本ハムファイターズ
- 深澤陽一 - 衆議院議員
- 豚松 - 侠客（三保村）
- 三木ヒロシ - ものまねタレント
- 望月源氏 - 独立リーグ野球選手、富山GRNサンダーバーズ
- 望月義夫 - 元衆議院議員、元環境大臣、元内閣府特命担当大臣（原子力防災担当）
- 山下大輔 - 元プロ野球選手、大洋ホエールズ、元横浜ベイスターズ監督
- 山梨史奈 - ミュージカル俳優
- 山田重雄 - 元バレーボール日本女子代表監督
- 山梨稲川 - 漢詩人、漢学者
- 吉永進一 - 宗教学者、龍谷大学世界仏教センター客員研究員
- 渡辺憲正 - 社会学者、関東学院大学教授